# Moneta subspinigera
Moneta subspinigera är en spindelart som beskrevs av Zhu 1998. Moneta subspinigera ingår i släktet Moneta och familjen klotspindlar. Inga underarter finns listade i Catalogue of Life.